# Hrabstwo Dickson
Hrabstwo Dickson (ang. Dickson County) – hrabstwo w stanie Tennessee w Stanach Zjednoczonych. Obszar całkowity hrabstwa obejmuje powierzchnię 491,28 mil² (1272,41 km²). Według szacunków United States Census Bureau w roku 2009 miało 48 230 mieszkańców.
Hrabstwo powstało w 1803 roku. 

## Miasta

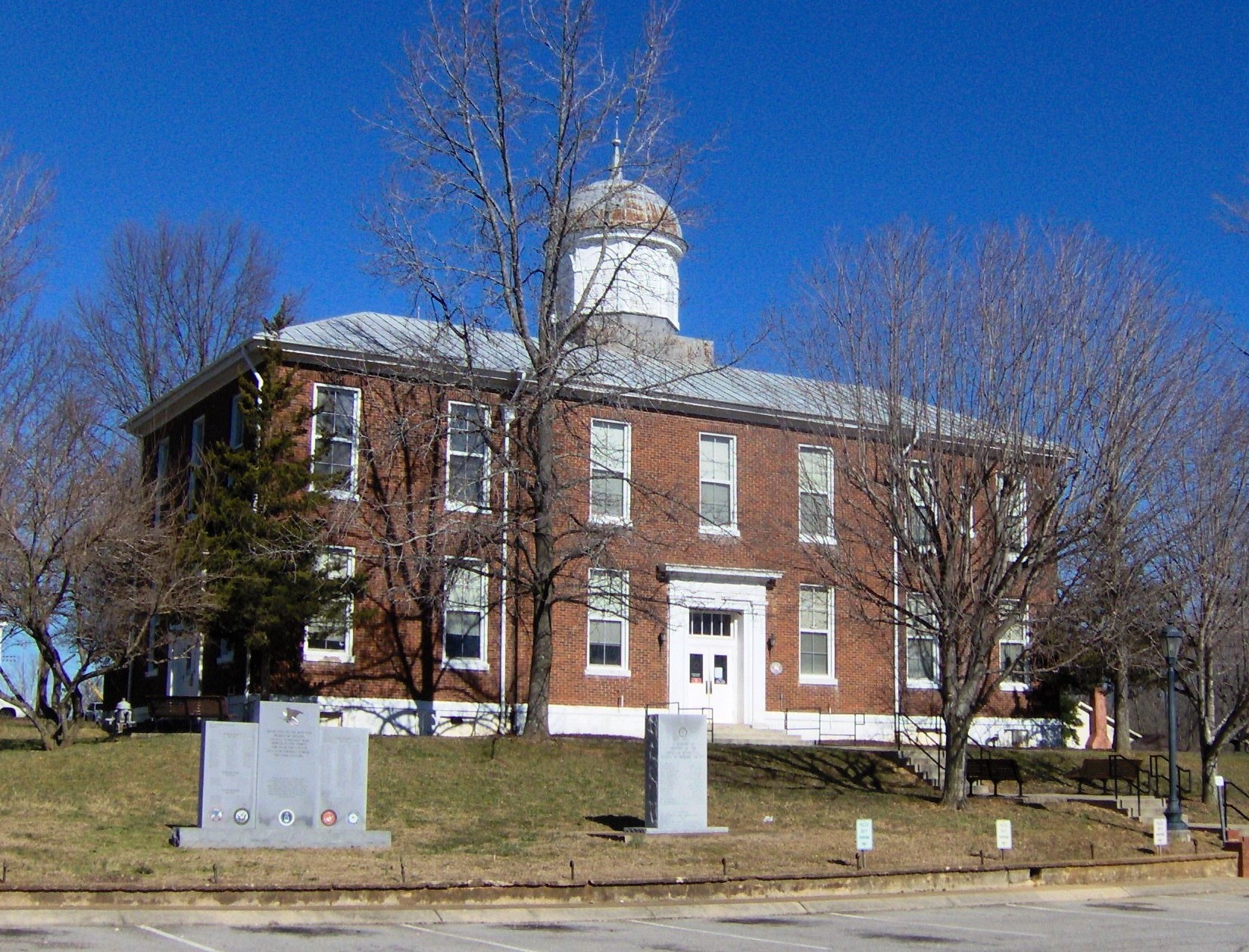
Budynek administracji hrabstwa (courthouse) w Dickson

- Burns
- Charlotte
- Dickson
- Slayden
- Vanleer
- White Bluff[4]